# سعيد محسن (سياسي)
سعيد محسن (1939 في زنجان – 25 ایار 1972 في طهران ) كان أحد مؤسسي منظمة مجاهدي خلق الإيرانية، الذي أسس منظمة مجاهدي خلق الإيرانية عام 1965، إلى جانب محمد حنيف نجاد وعلي أصغر بديع زادكان. اعتقل السافاك سعيد محسن عام 1971 وأُعدم في 25 ایار1972، مع مؤسسين آخرين وعضوين في اللجنة المركزية للمنظمة.

## السيرة الذاتية والأنشطة
ولد سعيد محسن في عائلة من الطبقة المتوسطة في زنجان. أكمل تعليمه الابتدائي والثانوي في نفس المدينة ثم جاء إلى طهران لمواصلة دراسته وتخرج من الكلية التقنية بجامعة طهران في مجال هندسة المنشآءات.
في عام 1961، دمر فيضان حي «جوادية» في طهران، وشكل طلاب الجامعات فرق إغاثة لإصلاح الأضرار . عندما تسبب زلزال مدینتي «آوج» و«قزوين» عام 1963 في الدمار وانشأت مباني هناك من قبل مختلف المنظمات السياسية، أظهر سعيد المؤسس، إلى جانب أصغر بديع زادكان والعديد من زملائهما في الجامعة، أظهر ولاءهم للشعب وتعاطفهم مع الناس، حیث تركوا اشغالهم والدراسة الجامعیة و العیش في مدينتهم  و هموا بالعمل والتعایش مع المواطنین العادیین هناك لعدة أشهر.
وبعد انتهاء خدمته العسكرية، جاء سعيد محسن إلى طهران وعمل في مصنع «ارج» ثم في مصنع سيبينتا، وفي الوقت نفسه واصل نشاطه السياسي.

## تأسيس منظمة مجاهدي خلق الإيرانية
أسس سعيد محسن مع محمد حنيف نجاد وعلي أصغر بدیع زادكان منظمة مجاهدي خلق في عام 1965. وبعد قمع مظاهرات 5 يونيو 1963، من خلال تلخيص الحملات السياسية الماضية، توصلوا إلى نتيجة مفادها أن الحملات السياسية والإصلاحية واجهت دائمًا قمع الدكتاتورية ولم تحقق النتائج المرجوة. لذلك، لإسقاط الديكتاتورية، فإن الكفاح المسلح ضروري في تلك المرحلة، باعتباره الشكل المركزي للنضال. ولهذا الغرض، أسس محمد حنيف نجاد وسعيد محسن وأصغر بديع زادكان تنظمیًا في عام 1965، والتي سميت فيما بعد "منظمة مجاهدي خلق الإيرانية". ومن عام 1965إلى 1971، انخرطوا في العمل الأيديولوجي والتنظيمي والاستراتيجي لمدة 6 سنوات.

## الاعتقال والإعدام
تم القبض على سعيد محسن وسجنه من قبل جهاز المخابرات والأمن في الحکم الملکی المسمی، بالسافاك ، (قبل وقت قصير من الاحتفالات بالذكرى 2500 لشاهشاهي ) اثر الضربة الامنیة التي تلقتها المنظمة في سبتمبر 1971.

## لائحة الدفاع
وفي جزء من دفاعه أمام المحكمة العسكرية، قال سعيد محسن: "الشعب الإیراني ليس مضطرًا إلى اتباع فكر رجعي. هذه القوانين هي في الأساس نتيجة لحقبة الدكتاتورية وغير مقبولة لدى الشعب. إن روح التطور تتطلب التخلص من كل ما هو فاسد. في بيئة يتم فيها دفع حقوق الناس بشكل صحيح، إلا إذا كان الناس مجنونين بحمل السلاح. بالنسبة لنا، الأسلحة هي وسيلة للدفاع عن شرف الإنسان.
العامل يحمل السلاح عندما ينتهك شرفه، وهو عمله وحياته.نحن ایضا حملنا السلاح للدفاع عن ارواح المواطنین و اموالهم واعراضهم. مجامیع من المثقفين المثقفين ليسوا ساديين ولا لصوصاً يحملون السلاح. ألم يكن إخواننا في تنظیم «سیاهکل» [فدایی خلق]  هم خيرة وأطهر شباب المجتمع؟ وبكل جهودكم لم تجدوا من بين 170 فردا من مجموعتنا (مجاهدي خلق) شخصا لا يتمتع بأعلى الصفات الأخلاقية والإنسانية. لقد حملنا السلاح لأننا رأينا الكرامة الإنسانية لمجتمعنا معرضة لخطر التهديد من قبل اللصوص والقراصنة " .
" أنا متأكد من أن المنتصر الرئيسي هنا هو نحن، وليس أنتم؛ وأخيرا، سوف نقضی علیکم برشاشاتنا قضاءا تاما؛ ومن كل قطرة من دمائنا سيغلي آلاف الشباب الحاملین السلاح بأيديهم ويسحقون قصوركم الفرعونية و حکمکم الملکي  وسيادتكم الزائفة. إن حركة التاريخ هي خير دليل علينا.

## التنفيذ
تم إعدام سعيد محسن، بعد أشهر من التعذيب، رمیًا بالرصاص من قبل فصیل تنفید الإعدمات ومعه المؤسسين الآخرين، محمد حنيف نجاد وعلي أصغر بدیع زادكان، وعضوين من المنظمة المركزية، عبدالرسول مشكين فام ومحمود عسكري زاده.

### مكان الدفن
مكان دفنه في القطعة 33 من بهشت الزهراء في طهران.

### رسالة سعيد محسن
عباس داوري ويروي ذكرى سعيد محسن في السجن فيقول :
كان مساء يوم 19 أبريل، حيث تلقينا عبر أحد اللقاءات خبر إعدام أربعة من إخوتنا . وهم کل من علي مهندوست، ناصر صادق، محمد بازرکاني وعلي باكري. وعندما سمع سعيد هذا الخبر رأيت فيه تعبيراً عن السعادة. في البداية كان الأمر غير مفهوم بالنسبة لي. ثم رأيته يقول في نفسه بصوت عال، من الجيد أنهم لم يعدموا مسعود. يبقى مسعود . أخبرني على الفور أنهم سيأخذونك من هنا، وسوف يعدموننا بالتأكيد. لدي رسالة مهمة أود أن أنقلها إلى مسعود سعيد وهي:
«أبلغ تحياتي مسعود. أخبره أن مسؤولياتك أصبحت ثقيلة للغاية وأنك الشخص الوحيد المتبقي من اللجنة المركزية. كل تجارب المنظمة تتبلور فيك. إنها الأمانة التي عُهد بها إليك في هذه المرحلة. سوف ترى حوادث كثيرة سيكون هناك الكثير من المؤامرات والفتن التي ستواجها. سنقدم لك كل الثناء، لأننا سنصبح شهداء، وسيقدم لك كل الافتراء، لأنني أعلم أنك ستواصل نضالك وتدخل المراحل التي ستكون فيها أعلى بكثير منا. لأنك ستكون شهيداً في كل يوم وفي كل ساعة. شهيداً مجسداً.»

## وجهات النظر
- سعيد ورأى أنه حتى يتغير المجتمع على أساس صحيح، حتى المهندس الجيد لن يخدم الاّ في صالح الدكتاتورية الحاكمة.
- ويرى سعيد أنه يجب الاستفادة من التجارب الثورية لشعوب العالم، ولكن يجب خلق تجربة جديدة وخاصة للشعب الإيراني.
- في مقال له في السنوات الأولى لنشوء التنظيم: "إن الظروف الصعبة والمستعصبة هي السبب في التمييز الدقيق بين الحركة والحركة المناهضة. إن ظهور الحدود بين الثورة والثورة المضادة، والذي هو في حد ذاته سبب تطور النضال، لا يتم إلا بطريقة لن يكون فيها مجال للانتهازية والتسوية، وفي هذه الحالة فقط الرجال العازمون هم من سیکونوا اصحاب القرار. ليتحملوا العبء الثقيل للمعركة ولديهم القدرة على مواصلة النضال والتعبئة وتوعیة الجماهير في المواقف الصعبة .»[4]

### حول إعدامهم
ملخص ذكرى مرتضى أديمي: «في خريف عام 1972، عندما كنت أادي خدمتي العسكرية في ثكنة عباس آباد في طهران، كان من المفترض أن نذهب إلى ميدان الرماية في ساحة جیتکر للتدريب على الرماية. عندما وصلنا إلى ميدان الرماية، لاحظت بضعة أزواج من الأحذية ملقاة في الزاوية على الطريق. ذهبت إليهم. أوقفني جندي كان حريصًا على عدم تجاوز خط النار وقال لي: هل تبحث عن حذاء سیدي؟ قلت نعم. كان الأمر كما لو كان يبحث عن شخص ما للتحدث معه. قال بتجاعيد الوجه: کان هناك خمسة أشخاص لقد تم إحضارهم إلى هنا في الصباح الباكر منذ بضعة أشهر فقط. كانوا صغارا. ولا أعرف مقدار التعذيب الذي تعرضوا له. وكان قي صدورهم قلب الأسد. وهتفوا بالموت للملك. وظلوا يصرخون: الله أكبر. الله أكبر. لم أرى أحداً شجاعاً مثلهم. ما کان للخوف أو الرعب سبیلا لهم. وکان الأمر كما لو أنهم کانوا یزغبون ان یطلق النار عليهم. تم إحضار مجموعة من الجنود لإعدامهم. لكن لم يذهب أحد إلى خط النار. ولم يكن أي جندي على استعداد لإطلاق النار عليهم. ولم يتوقفوا عن تلاوة القرآن وترديد الشعارات . ولم يسمحوا أن تکون عیونهم معصوبة. الضابط المشرف علی إطلاق النار الذي رأى هذا المشهد، كان عليه أن يذهب ويحضر بمجموعة أخرى من الأشخاص الآخرین من العرفاء وضباط الصف. لقد وضعهم في خط النار وأجبرهم على إطلاق النار. هذه الأحذية تعود إلی الذین تم اعدامهم...»
وعندما عدت إلى الثكنة، قال ضابط صف : «هؤلاء الأشخاص الخمسة كانوا من مجموعة مع مهدي رضائي". ثم أخبرني بفقرات من نص الدفاع لمهدي الشهيد. في تلك الأيام، لم أكن أعرف حنيف نجاد، ولا سعيد محسن، ولا أي شخص آخر من مجاهدي خلق. ولم أتعرف على اسم مهدي رضائي إلا من خلال الصحف . لكنني عرفت أنهم فدائیون شرفاء يناضلون من أجل تحریز الشعب من نظام الشاه، وفي حلمي تمنيت رؤيتهم...»